# Westbury, Buckinghamshire
Westbury är en civil parish i Storbritannien.   Den ligger i kommunen Buckinghamshire och riksdelen England, i den södra delen av landet, 90 km nordväst om huvudstaden London. Antalet invånare är 447.